# Vanessa Bryant
Vanessa Marie Bryant (tên khác Laine; tên khai sinh Vanessa Urbieta Cornejo; sinh ngày 5 tháng 5 năm 1982) là một nhà từ thiện, điều hành kinh doanh và cựu người mẫu Mỹ. Cô trở thành nhân vật công chúng sau cuộc hôn nhân với cầu thủ bóng rổ Kobe Bryant. Họ thành lập Quỹ Kobe và Vanessa Bryant vào năm 2007 để cung cấp học bổng cho sinh viên đại học thiểu số trên toàn thế giới. Bryant lãnh đạo Quỹ thể thao Mamba và Mambacita để hỗ trợ các vận động viên trẻ em đang gặp khó khăn. Cô là chủ tịch và giám đốc điều hành của Granity Studios.

## Tiểu sử
Vanessa Urbieta Cornejo sinh ngày 5 tháng 5 năm 1982 tại Los Angeles. Cô là người Latina gốc Mexico, Iceland, Anh và Đức. Cha mẹ ly hôn khi cô còn nhỏ. Sau khi cha mẹ ly hôn, cha ruột chuyển đến Baja California. Cô có một chị gái, Sophie. Mẹ là nhân viên vận chuyển của một công ty điện tử. Năm 1990, mẹ cô kết hôn với Stephen Laine, là quản lý cấp trung của công ty điện tử. Cô chính thức đổi tên thành Vanessa Marie Laine vào năm 2000, mặc dù chưa bao giờ được cha dượng chính thức nhận nuôi.
Nhà của gia đình cô ở Garden Grove, California, cô sinh sống với ông ngoại Robert Laine ở Huntington Beach, California. Cô học tại trường trung học Marina. Cô là một hoạt náo viên và hoạt động tích cực trong câu lạc bộ sân khấu của trường trung học.
Vào tháng 8 năm 1999, Laine và người bạn Rowena Ireifej đã tham dự một buổi hòa nhạc hip-hop tại Irvine Meadows Amphitheatre. Họ đã được một công ty tiếp cận và mời làm việc như phụ trách video âm nhạc và hỗ trợ vũ công. Laine sau đó xuất hiện trong các video âm nhạc cho các nghệ sĩ bao gồm Krayzie Bone và Snoop Dogg. Mẹ Laine đã chăm sóc cô trong các buổi học. Vào tháng 11 năm 1999, Laine gặp chồng là Kobe Bryant trên trường quay video âm nhạc cho bài hát "G'd Up." Mối quan hệ thân thiết đã gây ra sự gián đoạn ở trường trung học, khiến Laine phải hoàn thành năm cuối cấp ở nhà với tư cách là một nghiên cứu độc lập. Cô tốt nghiệp trung học năm 2000 với hạng ưu.

## Sự nghiệp và từ thiện
Năm 2007, Bryant và chồng thành lập Quỹ VIVO, Quỹ này sau đó được đổi tên thành Quỹ Kobe và Vanessa Bryant. Đây là một tổ chức từ thiện hỗ trợ việc gia tăng quan điểm toàn cầu trong giới trẻ. Cung cấp học bổng cho sinh viên đại học thiểu số và thanh niên trên toàn thế giới. Tổ chức từ thiện đã hợp tác với Make-A-Wish Foundation.
Bryant và chồng là những nhà tài trợ sáng lập cho Bảo tàng Lịch sử và Văn hóa Người Mỹ gốc Phi Quốc gia.
Vào năm 2020, sau cái chết của Kobe, Bryant đã đổi tên Quỹ thể thao Mamba thành Tổ chức thể thao Mamba và Mambacita để vinh danh con gái của cô. Quỹ hỗ trợ các vận động viên và trẻ em nghèo. Vào tháng 5 năm 2021, Bryant tung ra dòng quần áo Mambacita để vinh danh con gái Gianna. Dây chuyền hợp tác với một thương hiệu do phụ nữ làm chủ, Dannijo và tất cả số tiền thu được đều được chuyển đến Quỹ thể thao Mambacita.
Bryant là chủ tịch và giám đốc điều hành của Granity Studios.
Bryant hợp tác với Baby2Baby để hỗ trợ phụ nữ và trẻ em nghèo. Tại buổi dạ tiệc 10 năm Baby2Baby vào tháng 11 năm 2021, cô đã nhận được giải thưởng từ thiện.
Vào ngày 8 tháng 2 năm 2022, trong bữa tiệc Sports Power Brunch: Tôn vinh những người phụ nữ quyền lực nhất trong thể thao, Bryant đã nhận được Giải thưởng Be Your Own Champion cho vai trò lãnh đạo của Mambacita Sports Foundation.

## Đời tư

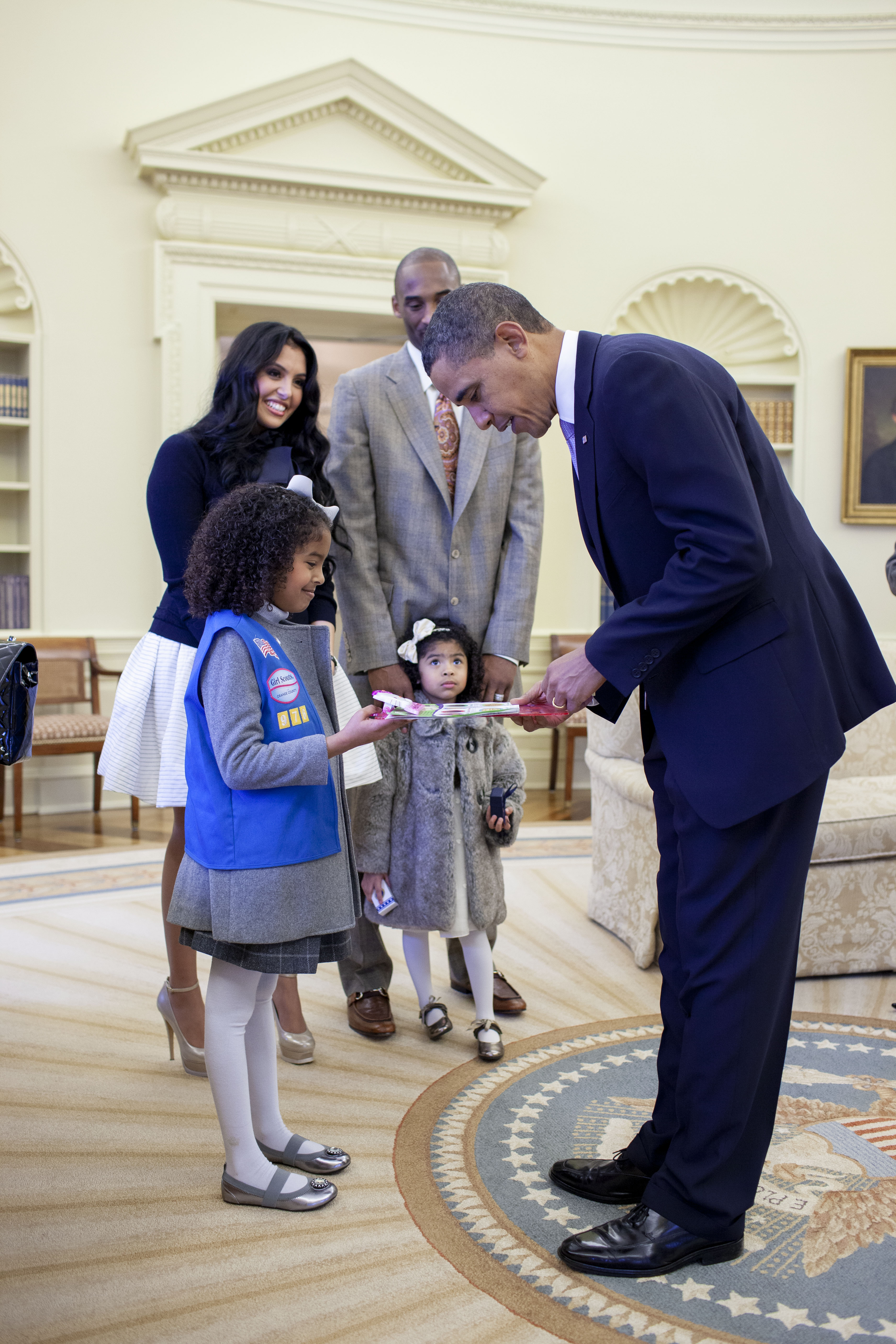
Bryants và Tổng thống Hoa Kỳ Barack Obama trong Phòng Bầu dục năm 2010

Sáu tháng sau Laine và Kobe Bryant đã đính hôn. Chiếc nhẫn cưới có một viên kim cương bảy carat. Họ kết hôn vào ngày 18 tháng 4 năm 2001. Lễ cưới riêng tư có sự tham dự của khoảng mười hai người và được tổ chức tại Nhà thờ Công giáo La Mã St. Edward ở Dana Point, California. Sau khi kết hôn, cô lấy họ của Kobe Bryant, trở thành Vanessa Marie Bryant.
Vào tháng 7 năm 2002, mẹ và cha dượng của Bryant đệ đơn ly hôn. Vào tháng 1 năm 2003, Bryant sinh Natalia Diamante.
Trong vụ án tấn công tình dục năm 2003, Bryant đã nói rằng "Tôi biết chồng tôi đã phạm sai lầm khi ngoại tình". Vài ngày sau, cô nhận được một chiếc nhẫn kim cương tím 8 carat trị giá 4 triệu đô la dẫn đến suy đoán rằng đây là một món quà cho sự ủng hộ của cô. Theo David K. Wiggins, một giáo sư nghiên cứu về thể thao, chồng cô đã đặt chiếc nhẫn này hai tháng trước.
Bryant là người có ảnh hưởng mạnh mẽ. Cô từng là tâm điểm suy đoán của các tờ báo lá cải. Năm 2004, Bryant cáo buộc cầu thủ Karl Malone của Lakers có hành động không phù hợp với cô. Malone sau đó đã xin lỗi trong khi từ chối thực hiện một đường chuyền. Sports Illustrated đã xuất bản một câu chuyện có tựa đề Vanessa-gate về hành vi "săn trộm vợ" của Malone. Người phụ trách chuyên mục mô tả Bryant là Yoko Ono mới và là chủ đề của một chương trình nhại Saturday Night Live.
Do thai ngoài tử cung, Bryant bị sẩy thai vào năm 2005. Con gái thứ hai, Gianna Maria-Onore (còn được gọi là "Gigi"), sinh ra vào tháng 5 năm 2006.
Năm 2009, Bryant bị người quản gia, Maria Jimenez, kiện vì cáo buộc rằng cô đã lạm dụng bằng lời nói và làm nhục khi đang làm việc tại nhà của họ ở Newport Coast. Bryant phủ nhận những cáo buộc đó và phản đối Jimenez vì đã vi phạm thỏa thuận bảo mật.
Vào ngày 16 tháng 12 năm 2011, Bryant đệ đơn ly dị Kobe với lý do  mâu thuẫn không thể hòa giải. Điều này làm dấy lên suy đoán về tài chính đối với Kobe, một số người ước tính Bryant sẽ nhận được 75 triệu USD. Mười ba tháng sau, Bryants hủy bỏ cuộc ly hôn. Vào tháng 4 năm 2016, David Wharton và Nathan Fenno của Los Angeles Times mô tả Bryant là một nhân vật mâu thuẫn.
Vào đầu tháng 12 năm 2016, Bryant sinh con gái thứ ba, và vào tháng 1 năm 2019, Bryant thông báo họ đang mong đợi một cô con gái thứ tư. Cô sinh vào tháng 6 năm 2019.
Vào ngày 26 tháng 1 năm 2020, Kobe Bryant và con gái Gigi đã chết trong vụ tai nạn trực thăng ở Calabasas. Cô kiện Quận Los Angeles vì tội xâm phạm quyền riêng tư do chụp ảnh các nạn nhân của vụ tai nạn và chia sẻ không đúng cách. Vụ kiện đã được ấn định vào ngày 22 tháng 2 năm 2022.